# Oxira serrata
Oxira serrata är en fjärilsart som beskrevs av Holloway 1976. Oxira serrata ingår i släktet Oxira och familjen nattflyn. Inga underarter finns listade i Catalogue of Life.